# Isabel de Clare
Isabel de Clare, condesa de Pembroke y Striguil suo jure (1172–1220), fue una noble cambro-normando-irlandesa, considerada en su época la heredera más pudiente en Irlanda y Gales. Esposa de Guillermo el Mariscal por deseo de Ricardo I de Inglaterra.

## Herencia familiar
Isabel nació en 1172 eb Pembrokeshire, Gales, hija de Richard de Clare II conde de Pembroke (1130 – 20 de abril de 1176) y Aoife de Leinster, hija a su vez de Dermot MacMurrough, el derrocado rey de Leinster y su esposa Mor Uí Thuathail. Esta última era hija de Muirchertach Ua Tuathail y Cacht Ní Morda. El matrimonio de los padres de Isabel fue en agosto de 1170, un días después de la captura de Waterford por las fuerzas cambro-normandas lideradas por su padre.
Los abuelos paternos de Isabel fueron Gilbert de Clare, conde de Pembroke e Isabel de Beaumont. Tuvo un hermano menor, Gilbert de Striguil quien murió en la minoría de edad, siendo sucedido por su hermana. Cuando su hermano murió en 1185, Isabel se convirtió en condesa de Pembroke por derecho propio (suo jure) hasta su muerte en 1220. El título fue creado de nuevo para su marido. Isabel tuvo una hermana bastarda, Basile de Clare, quien se casó en tres ocasiones.
Isabel fue descrita como "la buena, la amable, la sabia, la cortés dama del alto rango". Hablaba francés, irlandés y Latín. Después de la muerte de su hermano, Isabel se convirtió en la heredera más rica del reino, con dominios y castillos en Gales e Irlanda. Legalmente, estaba bajo la guardia y custodia del rey Enrique II, que vigiló su herencia cuidadosamente.

## Matrimonio
En agosto de 1189, Ricardo I de Inglaterra la comprometió con William Marshal, quien era considerado el mejor soldado del reino; cumpliendo así la promesa hecha por el padre del rey, Enrique II. En ese momento, Isabel vivía en la Torre de Londres bajo la custodia del Justiciar de Inglaterra, Ranulf de Glanville. Después de una boda celebrada con "toda pompa y ceremonia", celebraron su luna de miel en Stoke d'Abernon en Surrey que pertenecía a Enguerrand d'Abernon.
Este matrimonio convirtió a Guillermo, antes un caballero sin tierra, en uno de los hombres más ricos del reino. Sirvió como Lord Mariscal de Enrique II, Ricardo I, Juan y Enrique III. Aunque hasta 1199 no se ratificó su derecho sobre las tierras de su esposa, él reclamó rápidamente su señorío sobre sus castillos.
Poco después de su matrimonio, viajaron al asentamiento irlandés Vieja Ross, el cual pertenecía a Dermot MacMurrough, abuelo de Isabel. Allí empezaron a construir un nuevo pueblo portuario que sería conocido como Nueva Ross. Las crónicas de Ross, en el Museo Británico, describen su llegada y describen como Isabel se empeñó construyendo una hermosa ciudad en la orilla del Barrow.
En 1192, Isabel asumieron la labor de administrar amplios territorios; empezando con la reconstrucción del Castillo de Kilkenny y su ciudad, ambos dañados por el clan O'Brien clan en 1173. También encargaron la creación de diversas abadías en la cercanía.
El matrimonio parece haber sido feliz a pesar de la diferencia de edad (entre 24 y 27 años). William e Isabel tuvieron cinco hijos y cinco hijas fruto de su matrimonio.

### Descendencia
- William Marshal, II conde de Pembroke (1190 – 6 de abril de 1231). Jefe Justiciar de Irlanda. Casado en primer lugar con Alice de Bethune, y más tarde con Leonor Plantagenet, hija de Juan I.
- Richard Marshal, III conde de Pembroke (1191 – 1 de abril de 1234), casado con Gervase le Dinant.
- Maud Marshal (1192 – 27 de marzo de 1248). Casada en primeras nupcias con Hugh Bigod; después con William de Warenne, y finalmente con Walter de Dunstanville. Antepasada de cinco esposas de Enrique VIII, con excepción de Ana de Cléveris.
- Gilbert Marshal, IV conde de Pembroke (1194 – 27 de junio de 1241). Casado con Marjorie de Escocia, hija del rey Guillermo I; y más tarde con Maud de Lanvaley.
- Walter Marshal, V conde de Pembroke (1196 – 24 de noviembre de 1245). Segundo marido de Margaret de Quincy.
- Anselm Marshal, VI conde de Pembroke (1198 – 22 de diciembre de 1245). Casado con Maud de Bohun.
- Isabel Marshal (9 de octubre de 1200 – 17 de junio de 1240). Casada en primer lugar, Gilbert de Clare, IV conde de Hertford; y después con Ricardo de Cornualles. De ella descienden Roberto I de Escocia y las reinas Ana Bolena, Juana Seymour, Catalina Howard y Catalina Parr.
- Sibyl Marshal (1201 – antes de 1238), casada con William de Ferrers. Antepasada de Catalina Parr.
- Joan Marshal (1202–1234), casada con Warin de Munchensi, señor de Swanscombe. Antepasada de Juana Seymour y Catalina Parr.
- Eva Marshal (1203–1246), married William de Braose (died 1230). Antepasada de Ana Bolena, Juana Seymour, Catalina Howard, y Catalina Parr.

## Legado
En 1220, Isabel murió en Pembrokeshire, Gales, a la edad de cuarenta y ocho años. Había enviudado un año antes. Ella fue enterrada en Abadía de Tintern, Monmouthshire. A pesar de esto, un cenotafio fue descubierto en Nueva Ross, Irlanda, cuya losa conserva la inscripción parcial "ISABEL: LAEGN" y su imagen grabada.
Aunque sus hijas tuvieron amplia descendencia, no fue así en el caso de sus hijos. Esto fue atribuido supuestamente a una maldición que Albin O'Molloy, obispo de Ferns, echó sobre Guillermo el Mariscal. El título de mariscal fue heredado por Hugh de Bigod, esposo de su hija Maud, mientras que el condado de Pembroke fue concedido a William de Valence, yerno de Joan Marshal.
En unas pocas generaciones, su descendencia incluía varios nobles de Europa, incluyendo a todos los reyes de Escocia desde Roberto I (1274-1329) y todos los reyes de Inglaterra, Gran Bretaña y Reino Unido desde Enrique IV (1367-1413); y, excepto Ana de Cléveris, todas las consortes de Enrique VIII.